# Mesoligia miniscula
Mesoligia miniscula là một loài bướm đêm trong họ Noctuidae.